# Sophie Ley
Sophie Ley (* 20. Mai 1849 in Bodman am Bodensee; † 16. August 1918 in Karlsruhe) war eine deutsche Landschafts-, Stillleben- und Blumenmalerin sowie Lithografin.

## Leben

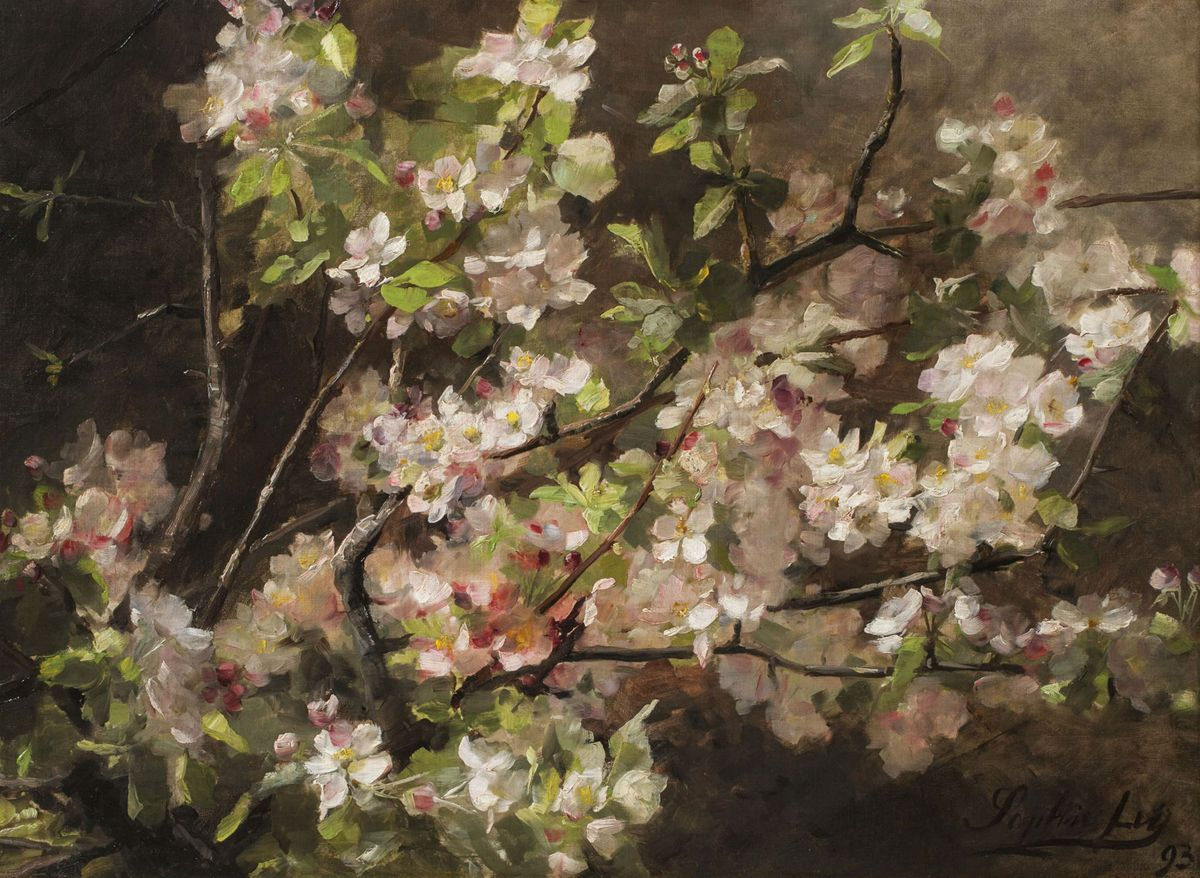
Sophie Ley – Apfelblüten 1893

Sophie Ley war eine Tochter des freiherrl. Bodman’schen Domänenrates Johann Ludwig Ley. Sie besuchte die Kunstschule Stuttgart, wo der Landschaftsmaler Franz Xaver von Riedmüller zu ihren Lehrern gehörte, und die Malerinnenschule Karlsruhe. Weiteren Unterricht hatte sie bei Hans Fredrik Gude und Eugen Bracht.
Sie blieb als freischaffende Malerin in Karlsruhe, arbeitete zudem als Mal- und Zeichenlehrerin und gab Schülerinnen in ihrem eigenen Atelier Unterricht. Sie war Mitglied im Karlsruher Künstlerbund, im Verein der Berliner Künstlerinnen (1880–1894) und in der Allgemeinen Deutschen Kunstgenossenschaft. Anregungen zu ihrem Schaffen kamen von Ferdinand Keller. 1879 erhielt sie von Franz von und zu Bodman den Auftrag, den Ort Bodman sowie andere Bodman’sche Besitzungen am Bodensee zu zeichnen. Es entstand daraufhin eine Serie von 14 großformatigen topographischen und architekturischen Ansichten.
Ab 1880 war sie mit ihren Werken mehrfach auf Ausstellungen vertreten, etwa auf den Berliner Akademieausstellungen, im Münchner Glaspalast und auf den Wiener Jahresausstellungen. Auf der World’s Columbian Exposition 1893 in Chicago, Illinois, waren mehrere ihrer Arbeiten im Woman’s Building zu sehen. Sie erhielt Preise der Stuttgarter Kunstschule, des Vereins der Berliner Künstlerinnen und der internationalen Kunstausstellung zu Melbourne (Medaille 3. Klasse).
Für das Werk des Karlsruher Botanikers Ludwig Klein Nutzpflanzen der Landwirtschaft und des Gartenbaues fertigte sie die Vorlagen der Tafeln „Mit 100 farbigen Tafeln nach den von Frl. Sofie Ley nach der Natur gemalten Aquarellen.“
Neben Anna Peters, Jenny Fikentscher, Alwine Schroedter und Helene Stromeyer gehörte sie zu den bekanntesten Karlsruher Malerinnen.